# 귀터슬로

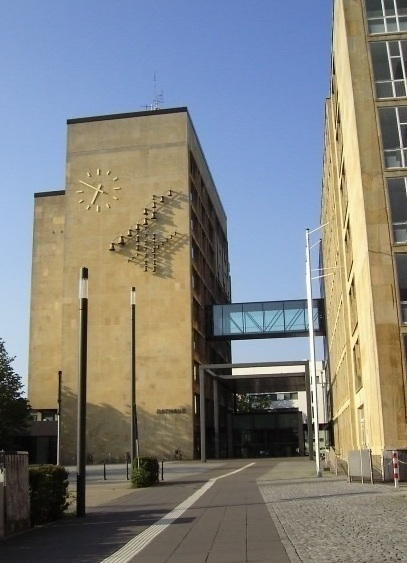

귀터슬로(독일어: Gütersloh)는 독일 서부 노르트라인베스트팔렌주에 있는 도시이다. 인구 96,404명(2010년).
노르트라인베스트팔렌 주 북부, 토이토부르크 숲 자락, 엠스강 연안에 위치한다. 빌레펠트가 동북쪽에 있다. 베스트팔렌의 주요 산업도시로, 미디어 그룹 베텔스만과 가전기업 밀레의 본사가 이 도시에 있다.